# Leptophatnus melanisticus
Leptophatnus melanisticus är en stekelart som beskrevs av Heinrich 1967. Leptophatnus melanisticus ingår i släktet Leptophatnus och familjen brokparasitsteklar. Inga underarter finns listade i Catalogue of Life.